# ボストン山中商会
ボストン山中商会（ボストンやまなかしょうかい、Yamanaka & Co. Inc., Boston）は、アメリカ合衆国ボストンに存在した大阪の美術商山中商会の支店。

## 歴史
1897年（明治30年）初頭、山中商会とアマノ某と共同で開業した山中・アマノ社 (Yamanaka, Amano & Co.) を前身とし、1898年（明治31年）秋以前に山中商会支店となった。社宅の一部、ドーチェスター164, 230-234番地に園芸部門を開設し、チャボヒバ、カエデ、コウヤマキ、ソテツ、盆栽、石灯籠等を輸入し、日本庭園の建築も請け負った。また、サマー・ストリート93番地に卸売部門を設け、小売店、百貨店に工芸品、雑貨を卸したが、長続きしなかった。
1909年業績が振るわないため大阪本社で一時閉店が協議されたが、ボストン市民によりニューヨーク総領事水野幸吉に対し存続の働きかけが行われ、大阪府知事高崎親章を通じて本店に伝えられ、存続となった。
1917年12月末日山中繁次郎が持っていた株を山中商会が買収した。
1935年マサチューセッツ州法に従い株式会社に改組し、ボイルストン・ストリート456番地から424番地に移転した。
1936年9月ボストン美術館の「日本美術品展」に合わせてボストン・アート・クラブで「日本仏教美術展」を行い、文化外交による排日感情払拭に務めた。
1939年度24,400ドル、1940年度8,259ドルの赤字を出し、大阪本社で対応を協議中、7月21日日本の仏印進駐を受けて在米日本資産凍結令が出され、日本への資産の移動、商品の仕入れ等が不可能となった。8月12日大阪本社では、ボストン、シカゴ店をニューヨーク店に一本化することが決議し、アメリカ側で対応を検討中、12月7日真珠湾攻撃が勃発し、即日財務省の管理下に置かれ閉店した。
1942年1月19日清算のため再開店したが、7月9日再閉店し、6月16日敵国資産管理人局の支配に移り、資産の清算が行われ、1943年7月30日閉店した。

## 人物
- 森本鋠太郎 - 店長[17]。
- 森田太三郎 - 開店に伴いニューヨーク店から移籍[18]。
- 山中吉太郎 - 接収前取締役社長、接収後販売部長[19]。
- 八橋春通 - 1907年大阪から派遣され[20]、接収前取締役副社長[19]。1945年ボイルストン・ストリート420番地に美術店を開き、1982年没[20]。
- 中川金正 - 接収前取締役[19]。
- 八橋捷五郎 - 接収前取締役[19]。
- 飯田福松 - 接収前取締役[19]。
- ラルフ・E・ウェッジワース - 接収後取締役社長。敵国資産管理人局員[19]。
- ハワード・I・ラージ - 接収後事務員。敵国資産管理人局員[19]。
- 武田陸三 - 接収後販売部副部長[19]。